# Гусейнов Рафік Радік-огли
Гусейнов Рафік Радік-огли (азерб. Hüseynov Rafiq Radik oğlu; нар. 16 травня 1988) — азербайджанський борець греко-римського стилю, срібний призер чемпіонату світу, дворазовий чемпіон та бронзовий призер чемпіонатів Європи, володар, триразовий срібний та бронзовий призер Кубків світу, бронзовий призер Олімпійських ігор, срібний призер Європейських ігор.

## Біографія
Боротьбою займається з 1996 року. Дворазовий бронзовий призер чемпіонатів світу серед юніорів (2007, 2008), чемпіон (2008) та срібний призер (2007) чемпіонатів Європи серед юніорів, срібний (2005) та бронзовий призер (2004) чемпіонатів Європи серед кадетів. Від самого початку тренується у свого батька Радіка Гусейнова.

## Спортивні результати на міжнародних змаганнях

### Виступи на Олімпіадах
| Змагання                    | Збірна      | Вагова категорія                 | Місце  |
| --------------------------- | ----------- | -------------------------------- | ------ |
| Літні Олімпійські ігри 2020 | Азербайджан | греко-римська боротьба, до 77 кг | Бронза |

### Виступи на Чемпіонатах світу
| Змагання                        | Збірна      | Вагова категорія                 | Місце  |
| ------------------------------- | ----------- | -------------------------------- | ------ |
| Чемпіонат світу з боротьби 2009 | Азербайджан | греко-римська боротьба, до 74 кг | 5      |
| Чемпіонат світу з боротьби 2010 | Азербайджан | греко-римська боротьба, до 74 кг | 5      |
| Чемпіонат світу з боротьби 2011 | Азербайджан | греко-римська боротьба, до 74 кг | 13     |
| Чемпіонат світу з боротьби 2013 | Азербайджан | греко-римська боротьба, до 74 кг | 10     |
| Чемпіонат світу з боротьби 2015 | Азербайджан | греко-римська боротьба, до 80 кг | 19     |
| Чемпіонат світу з боротьби 2016 | Азербайджан | греко-римська боротьба, до 80 кг | 10     |
| Чемпіонат світу з боротьби 2018 | Азербайджан | греко-римська боротьба, до 82 кг | 13     |
| Чемпіонат світу з боротьби 2019 | Азербайджан | греко-римська боротьба, до 82 кг | Срібло |
| Чемпіонат світу з боротьби 2021 | Азербайджан | греко-римська боротьба, до 82 кг | Золото |

### Виступи на Чемпіонатах Європи
| Змагання                         | Збірна      | Вагова категорія                 | Місце  |
| -------------------------------- | ----------- | -------------------------------- | ------ |
| Чемпіонат Європи з боротьби 2011 | Азербайджан | греко-римська боротьба, до 74 кг | Золото |
| Чемпіонат Європи з боротьби 2013 | Азербайджан | греко-римська боротьба, до 74 кг | 18     |
| Чемпіонат Європи з боротьби 2014 | Азербайджан | греко-римська боротьба, до 80 кг | 12     |
| Чемпіонат Європи з боротьби 2016 | Азербайджан | греко-римська боротьба, до 80 кг | 7      |
| Чемпіонат Європи з боротьби 2018 | Азербайджан | греко-римська боротьба, до 82 кг | Бронза |
| Чемпіонат Європи з боротьби 2019 | Азербайджан | греко-римська боротьба, до 82 кг | 16     |
| Чемпіонат Європи з боротьби 2020 | Азербайджан | греко-римська боротьба, до 82 кг | Золото |
| Чемпіонат Європи з боротьби 2022 | Азербайджан | греко-римська боротьба, до 82 кг | Золото |

### Виступи на Європейських іграх
| Змагання              | Збірна      | Вагова категорія                 | Місце  |
| --------------------- | ----------- | -------------------------------- | ------ |
| Європейські ігри 2015 | Азербайджан | греко-римська боротьба, до 80 кг | Срібло |

### Виступи на Кубках світу
| Змагання                    | Збірна      | Вагова категорія                 | Місце  |
| --------------------------- | ----------- | -------------------------------- | ------ |
| Кубок світу з боротьби 2009 | Азербайджан | греко-римська боротьба, до 74 кг | Срібло |
| Кубок світу з боротьби 2011 | Азербайджан | греко-римська боротьба, до 74 кг | 4      |
| Кубок світу з боротьби 2012 | Азербайджан | греко-римська боротьба, до 74 кг | Срібло |
| Кубок світу з боротьби 2013 | Азербайджан | греко-римська боротьба, до 84 кг | Бронза |
| Кубок світу з боротьби 2015 | Азербайджан | греко-римська боротьба, до 80 кг | Золото |
| Кубок світу з боротьби 2017 | Азербайджан | греко-римська боротьба, до 80 кг | Срібло |

### Виступи на інших змаганнях
| Змагання                                                    | Збірна      | Вагова категорія                 | Місце  |
| ----------------------------------------------------------- | ----------- | -------------------------------- | ------ |
| Золотий Гран-прі з боротьби 2008                            | Азербайджан | греко-римська боротьба, до 74 кг | 7      |
| Міжнародний турнір «Cristo Lutte» 2009                      | Азербайджан | греко-римська боротьба, до 74 кг | Золото |
| Золотий Гран-прі з боротьби 2009                            | Азербайджан | греко-римська боротьба, до 74 кг | Золото |
| Турнір Вехбі Емре 2010                                      | Азербайджан | греко-римська боротьба, до 74 кг | Срібло |
| Золотий Гран-прі з боротьби 2010 (Баку)                     | Азербайджан | греко-римська боротьба, до 74 кг | 20     |
| Турнір Вехбі Емре 2011                                      | Азербайджан | греко-римська боротьба, до 74 кг | Золото |
| Золотий Гран-прі з боротьби 2011 (Баку)                     | Азербайджан | греко-римська боротьба, до 74 кг | 5      |
| Вогні Москви 2011                                           | Азербайджан | греко-римська боротьба, до 74 кг | Срібло |
| Золотий Гран-прі з боротьби 2012 (Стамбул)                  | Азербайджан | греко-римська боротьба, до 84 кг | 7      |
| Олімпійський кваліфікаційний турнір з боротьби 2012 (Софія) | Азербайджан | греко-римська боротьба, до 74 кг | 14     |
| Золотий Гран-прі з боротьби 2012 (Баку)                     | Азербайджан | греко-римська боротьба, до 84 кг | Бронза |
| Вогні Москви 2012                                           | Азербайджан | греко-римська боротьба, до 84 кг | Срібло |
| Кубок Владислава Пітласинські 2013                          | Азербайджан | греко-римська боротьба, до 84 кг | 7      |
| Вогні Москви 2013                                           | Азербайджан | греко-римська боротьба, до 84 кг | 5      |
| Золотий Гран-прі з боротьби 2013 (Баку)                     | Азербайджан | греко-римська боротьба, до 74 кг | Золото |
| Золотий Гран-прі з боротьби 2014 (Сомбатгей)                | Азербайджан | греко-римська боротьба, до 80 кг | Бронза |
| Золотий Гран-прі з боротьби 2014 (Баку)                     | Азербайджан | греко-римська боротьба, до 75 кг | Золото |
| Вогні Москви 2014                                           | Азербайджан | греко-римська боротьба, до 80 кг | Бронза |
| Всесвітні ігри військовослужбовців 2015                     | Азербайджан | греко-римська боротьба, до 80 кг | Золото |
| Золотий Гран-прі з боротьби 2015                            | Азербайджан | греко-римська боротьба, до 80 кг | Срібло |
| Гран-прі Німеччини з боротьби 2016                          | Азербайджан | греко-римська боротьба, до 75 кг | Золото |
| Чемпіонат світу з боротьби серед військовослужбовців 2016   | Азербайджан | греко-римська боротьба, до 80 кг | Срібло |
| Золотий Гран-прі з боротьби 2016                            | Азербайджан | греко-римська боротьба, до 80 кг | Золото |
| Ігри ісламської солідарності 2017                           | Азербайджан | греко-римська боротьба, до 80 кг | Срібло |
| Київський Міжнародний турнір з боротьби 2018                | Азербайджан | греко-римська боротьба, до 82 кг | Золото |
| Чемпіонат світу з боротьби серед військовослужбовців 2018   | Азербайджан | греко-римська боротьба, до 82 кг | Бронза |
| Турнір Вехбі Емре і Гаміта Каплана 2018                     | Азербайджан | греко-римська боротьба, до 82 кг | 9      |
| Меморіал Олега Караваєва 2018                               | Азербайджан | греко-римська боротьба, до 82 кг | Бронза |
| Турнір Вехбі Емре і Гаміта Каплана 2019                     | Азербайджан | греко-римська боротьба, до 82 кг | Бронза |
| Турнір Г. Картозія і В. Балавадзе 2019                      | Азербайджан | греко-римська боротьба, до 82 кг | Срібло |
| Всесвітні ігри військовослужбовців 2019                     | Азербайджан | греко-римська боротьба, до 87 кг | Срібло |
| Гран-прі Франції Анрі Деглана 2020                          | Азербайджан | греко-римська боротьба, до 82 кг | Золото |
| Гран-прі Франції Анрі Деглана 2021                          | Азербайджан | греко-римська боротьба, до 82 кг | Срібло |
| Олімпійський кваліфікаційний турнір з боротьби 2020         | Азербайджан | греко-римська боротьба, до 77 кг | Срібло |
| Кубок Владислава Пітласинські 2021                          | Азербайджан | греко-римська боротьба, до 82 кг | Бронза |

### Виступи на змаганнях молодших вікових груп
| Змагання                                       | Збірна      | Вагова категорія                 | Місце  |
| ---------------------------------------------- | ----------- | -------------------------------- | ------ |
| Чемпіонат Європи з боротьби серед кадетів 2003 | Азербайджан | греко-римська боротьба, до 54 кг | 11     |
| Чемпіонат Європи з боротьби серед кадетів 2004 | Азербайджан | греко-римська боротьба, до 58 кг | Бронза |
| Чемпіонат Європи з боротьби серед кадетів 2005 | Азербайджан | греко-римська боротьба, до 63 кг | Срібло |
| Чемпіонат Європи з боротьби серед юніорів 2006 | Азербайджан | греко-римська боротьба, до 66 кг | 7      |
| Чемпіонат Європи з боротьби серед юніорів 2007 | Азербайджан | греко-римська боротьба, до 66 кг | Срібло |
| Чемпіонат світу з боротьби серед юніорів 2007  | Азербайджан | греко-римська боротьба, до 66 кг | Бронза |
| Чемпіонат Європи з боротьби серед юніорів 2008 | Азербайджан | греко-римська боротьба, до 74 кг | Золото |
| Чемпіонат світу з боротьби серед юніорів 2008  | Азербайджан | греко-римська боротьба, до 66 кг | Бронза |